# Septuagesima
Septuagesima (Latijn voor zeventigste) is de eerste zondag van de Paaskring, de negende zondag voor Pasen, dus niet 70 dagen vóór Pasen, maar 63. Over de vraag waarom deze zondag toch "zeventigste" heet, lopen de meningen uiteen. 
Volgens Amalarius van Metz duidt de term erop dat deze zondag 70 dagen voor Beloken Pasen is; "Septuagesima" zou een verwijzing zijn naar de 70-jarige Babylonische Ballingschap. Hij legt dit in mystieke zin uit: de kerk zingt namelijk op Septuagesima "Circumdederunt me undique" ["Zij omringden mij van alle kanten"; uit Ecclasiasticus 51:10 in de Vulgaat] en op Beloken Pasen "Eduxit Dominus populum suum" ["Hij voerde zijn volk uit" Psalm 104:43, Vulgaat; Psalm 105:43, NBG 1951]. Een modernere verklaring geeft Andrew Hughes in Medieval Manuscripts for Mass and Office: Septuagesima zou erop duiden dat deze zondag binnen 70 dagen voor Pasen valt (maar nog niet binnen 60 dagen), de volgende zondag binnen 60 dagen (sexagesima) voor Pasen valt en de daarop volgende binnen 50 dagen (quinquagesima). De Katholieke Encyclopedie, geraadpleegd op de site van New Advent, geeft als andere mogelijkheden: dat 70ste eenvoudig een onderdeel van een serie is (40ste, 50ste, 60ste etc.) of dat "Septuagesima" de vroegste datum was waarop sommige christenen de veertigdaagse vastentijd begonnen, waarin zij op zondag niet vastten, maar ook op donderdag en zaterdag niet. Hoe dit ook zij, het moge duidelijk zijn dat over de herkomst van deze term niets met zekerheid is te zeggen. Dat de indeling van dit deel van het kerkelijk jaar een product is van een langdurig proces, lijkt evenmin te ontkennen.
Zondag Septuagesima wordt ook wel zondag "Circumdederunt" genoemd, naar het eerste woord van de introïtus [naar Psalm 17:5 in de Vulgaat; Psalm 18:5 in de NBG 1951].
Zondag Septuagesima wordt gevolgd door de twee andere zondagen van de voorvasten: sexagesima [zestigste] en quinquagesima [vijftigste]. Ze zijn een voorbereiding tot de veertigdaagse vastentijd (quadragesima). Vandaar dat de liturgische kleur paars is en de vreugdezangen (Te Deum, Gloria en Alleluja) achterwege gelaten worden, behalve op heiligenfeesten die in deze periode voorkomen.
Bij de aanpassing van de liturgische kalender na het Tweede Vaticaans Concilie werden de drie zondagen van de voorvasten (septuagesima, sexagesima en quinquagesima) niet meer opgenomen en vervangen door gewone zondagen door het jaar. Er zijn echter ook katholieken die de Tridentijnse liturgie vieren en de daarbij horende liturgische kalender volgen.